# Coleophora agenjoi
Coleophora agenjoi é uma espécie de mariposa do gênero Coleophora pertencente à família Coleophoridae.